# Just Go With It
Just Go with It (titulada: Una esposa de mentira en Hispanoamérica  y Sígueme el rollo en España) es una película de comedia romántica del 2011 protagonizada por Adam Sandler y Jennifer Aniston. Otras estrellas incluyen Nicole Kidman, la modelo Brooklyn Decker y el músico Dave Matthews. Allan Loeb y Timothy Dowling escribieron el guion y Dennis Dugan, quien ha colaborado con Sandler en la mayoría de sus películas como Happy Gilmore, Un papá genial, I Now Pronounce You Chuck and Larry, You Don't Mess with the Zohan y Grown Ups como director.
La película está basada en la película de 1969, Flor de cactus, que fue adaptada de una obra de teatro de Broadway, escrita por Abe Burrows, que a su vez se basó en la obra francesa Fleur de cactus de Pierre Barillet y Jean-Pierre Gredy. La película es producida bajo la productora de Sandler Happy Madison y distribuida por Columbia Pictures.
Esta es la sexta película en la que Dugan ha dirigido a Sandler.
Fue filmada en Los Ángeles y en las islas hawaianas de Maui y Kauai entre el 2 de marzo de 2010 y el 25 de mayo de 2010.

## Argumento
En 1988, Daniel «Danny» Maccabee, de veintidós años y de nariz ridículamente prominente, está a punto de casarse con Veruca. Sin embargo, cuando se entera de que lo engaña y planea contraer matrimonio solamente porque a Danny le espera un muy buen futuro como cardiólogo, desiste del compromiso. Para lidiar con el momento, acude a un bar, donde una hermosa mujer, al verle el anillo y escuchar su historia, se compadece y acaba acostándose con él. 
Veintitrés años después, Danny ha hecho fama y fortuna ejerciendo como cirujano plástico en Los Ángeles, oficio al que se decantó tras haberse sometido a una rinoplastia que le cambió la vida, positivamente hablando. A la modificación estética se suma la tendencia a inventar que está casado y que tiene una esposa que lo maltrata, cosa que le cuenta únicamente a mujeres y que le ha resultado infalible a la hora de conseguir parejas sexuales sin compromiso. La única mujer que conoce su modo de obrar es su amiga y secretaria, Katherine Murphy, quien está divorciada y tiene dos hijos pequeños: la aspirante a actriz Maggie y el malhumorado Michael. La otra persona que está al tanto de los engaños de Danny es su inseparable primo, Eddie Simms.     
Danny cree que ha encontrado el amor cuando conoce a Palmer Dodge, una joven y hermosa profesora de sexto grado con quien tiene relaciones en una playa, sin engaños de por medio. No obstante, por la mañana, Palmer le halla el anillo de bodas en el bolsillo y se enfurece por haberla engañado a ella y a su supuesta esposa. En lugar de decirle la verdad, Danny inventa que se está por divorciar de Devlin —nombre que él y Katherine suelen usar como broma—, pues esta lo engañó con un hombre llamado Dolph Lundgren. Cuando Palmer insiste en conocer a Devlin, Danny le pide a Katherine que se haga pasar por su esposa, a lo que accede, aunque con reservas.
El plan de que la supuesta Devlin les diera su bendición se tuerce cuando inadvertidamente revela que tienen hijos, a quienes Palmer ahora quiere conocer. Para facilitar el asunto, Danny se reúne con Maggie y Michael, a quienes les da los alias de «Kiki Dee» y «Bart», respectivamente, y los convence de que le sigan la corriente. Cuando conocen a Palmer, Michael aprovecha a chantajear a Danny, sabiendo que este no puede negarse, para que los lleve a todos de vacaciones a Hawái. En el aeropuerto, Eddie se suma al viaje, haciéndose pasar por el supuesto Dolph Lundgren con quien Katherine engañó a Danny, con el pretexto de que lo mejor para los niños es que la familia esté unida. Para mantener la farsa, los dos protagonistas se ven obligados a llevarlo. 
Ya en Hawái, Danny muestra genuina afinidad con los niños y comienza a considerar pedirle matrimonio a Palmer, a la vez que Katherine se encuentra con la verdadera Devlin, Devlin Adams, su rival de toda la vida y cuyo nombre utiliza para referirse al excremento. Al ver que esta está casada con el exitoso Ian Maxtone-Jones, y no queriendo admitirle que es madre soltera, le presenta a Danny como si fuera su marido. Por la noche, mientras Eddie entretiene a Palmer, la pareja principal acude a una cena con Devlin y comienzan a sentirse atraídos mutuamente, sensación que recrudece cuando ganan una competencia de luau juntos.   
Tras la cena, Danny y Katherine están por besarse cuando Palmer y Eddie los interrumpen; este último le ha revelado a la joven que Danny quiere casarse con ella, quien está decidida a hacerlo. Desconcertado, Danny acepta, pero por la madrugada consulta el asunto con Katherine, quien lo alienta a seguir adelante y le informa de que, cuando regresen, se cambiará de trabajo, pues quiere tomar un rumbo de vida distinto. No obstante, en realidad está abatida por la situación, y por la tarde le revela la verdad a Devlin, además de confiarle que está enamorada de Danny. Por su parte, Devlin confiesa que ha decidido divorciarse de Ian, porque se ha dado cuenta de que este es homosexual. En ese instante, Danny entra en escena y, habiendo oído toda la conversación, desvela que ha echado para atrás el casamiento con Palmer, ya que se ha dado cuenta de que ama a Katherine. Ambos se besan luego de que él deja en claro que adora a Maggie y a Michael y que quiere que los cuatro formen una familia. En el desenlace, Palmer conoce a un tenista profesional con quien comparte intereses, Maggie toma clases de actuación con el verdadero Dolph Lundgren, y Danny y Katherine se terminan casando.

## Elenco
- Adam Sandler como Dr. Daniel "Danny" Maccabee.
- Jennifer Aniston como Katherine Murphy/ Devlin Maccabee/ Katherine Maccabee
- Nicole Kidman como Devlin Adams.
- Brooklyn Decker como Palmer Dodge.
- Dave Matthews como Ian Maxtone-Jones.
- Nick Swardson como Eddie Simms/Dolph Lundgren
- Bailee Madison como Maggie Murphy/ Kikki Dee Maccabee.
- Griffin Gluck como Michael Murphy/ Barto "Bart" Maccabee.
- Rachel Dratch como Kirsten Brant.
- Kevin Nealon como Adon.
- Heidi Montag como Kimberly, esposa de Adon.
- Dan Patrick como Tanner Patrick.
- Mario Joyner como Henderson.
- Jackie Sandler como Veruca.
- Lilian Tapia como Rosa.

## Lanzamiento
El tráiler fue lanzado en internet el 4 de noviembre de 2010, y apareció por primera vez en los cines con Due Date, Little Fockers, The Tourist, The Dilemma y The Green Hornet. La película estuvo en los cines de Estados Unidos el 11 de febrero de 2011.